# 중앙 아메리카 & 캐리비안 게임 야구
중앙 아메리카 & 캐리비안 게임 야구는 1926년 중앙 아메리카 & 캐리비안 게임부터 시작된 경기 종목이다.

## 대회 결과
| 연도 | 개최지                                   |                 | 금메달              | 은메달            | 동메달 |
| ---- | ---------------------------------------- | --------------- | ------------------- | ----------------- | ------ |
| 1926 | 멕시코 멕시코시티                        | 쿠바            | 멕시코              |                   |        |
| 1930 | 쿠바 하바나                              | 쿠바            | 멕시코              | 파나마            |        |
| 1935 | 엘살바도르 산살바도르                    | 쿠바            | 멕시코 니카라과     |                   |        |
| 1938 | 파나마 파나마시티                        | 쿠바            | 파나마              | 니카라과          |        |
| 1946 | 콜롬비아 바랑키야                        | 콜롬비아        | 도미니카 공화국     | 쿠바              |        |
| 1950 | 과테말라 과테말라시티                    | 쿠바            | 멕시코              | 니카라과          |        |
| 1954 | 멕시코 멕시코시티                        | 베네수엘라      | 멕시코              | 도미니카 공화국   |        |
| 1959 | 베네수엘라 카라카스                      | 푸에르토리코    | 베네수엘라          | 파나마            |        |
| 1962 | 자메이카 킹스턴                          | 도미니카 공화국 | 푸에르토리코        | 멕시코            |        |
| 1966 | 푸에르토리코 산후안                      | 쿠바            | 푸에르토리코        | 파나마            |        |
| 1970 | 파나마 파나마시티                        | 쿠바            | 도미니카 공화국     | 멕시코            |        |
| 1974 | 도미니카 공화국 산토도밍고               | 쿠바            | 도미니카 공화국     | 푸에르토리코      |        |
| 1978 | 콜롬비아 메데인                          | 쿠바            | 니카라과            | 푸에르토리코      |        |
| 1982 | 쿠바 하바나                              | 도미니카 공화국 | 쿠바                | 파나마            |        |
| 1986 | 도미니카 공화국 산티아고데로스카바예로스 | 쿠바            | 네덜란드령 안틸레스 | 베네수엘라        |        |
| 1990 | 멕시코 멕시코시티                        | 쿠바            | 푸에르토리코        | 도미니카 공화국   |        |
| 1993 | 푸에르토리코 폰세                        | 쿠바            | 멕시코              | 푸에르토리코      |        |
| 1998 | 베네수엘라 마라카이보                    | 쿠바            | 니카라과            | 베네수엘라        |        |
| 2002 | 엘살바도르 산살바도르                    | 푸에르토리코    | 파나마              | 도미니카 공화국   |        |
| 2006 | 콜롬비아 카르타헤나                      | 쿠바            | 도미니카 공화국     | 멕시코 베네수엘라 |        |
| 2010 | 푸에르토리코 마야궤스                    | 도미니카 공화국 | 멕시코              | 니카라과          |        |
| 2014 | 멕시코 베라크루스                        | 쿠바            | 니카라과            | 도미니카 공화국   |        |
| 2018 | 콜롬비아 바랑키야                        | 푸에르토리코    | 쿠바                | 콜롬비아          |        |
| 2023 | 엘살바도르 산살바도르                    | 멕시코          | 쿠바                | 베네수엘라        |        |

## 메달 집계
| 순위 | 국가            | 금메달 | 은메달 | 동메달 | 합계 |
| ---- | --------------- | ------ | ------ | ------ | ---- |
| 1    | 쿠바            | 15     | 3      | 1      | 19   |
| 2    | 도미니카 공화국 | 3      | 4      | 4      | 11   |
| 3    | 푸에르토리코    | 3      | 2      | 4      | 9    |
| 4    | 멕시코          | 1      | 6      | 3      | 10   |
| 5    | 베네수엘라      | 1      | 1      | 4      | 6    |
| 6    | 콜롬비아        | 1      | 0      | 1      | 2    |
| 7    | 니카라과        | 0      | 4      | 3      | 7    |
| 8    | 파나마          | 0      | 3      | 4      | 7    |
| 9    | 앤티가 바부다   | 0      | 1      | 0      | 1    |

## 같이 보기
- 팬아메리칸 게임 야구
- 2010년 남아메리카 게임 야구